# アリス・ペティ・アダムス
アリス・ペティ・アダムス（Alice Betty Adams、1866年？-1937年）は、アメリカのアメリカン・ボード宣教師。ニューハンプシャー州出身。医療・社会福祉に従事し、石井十次、留岡幸助、山室軍平とともに「岡山四聖人」と称される。

## 略歴
- 1891年（明治24年） - 花畑地区の子供たちとクリスマス会を行い日本初の日曜学校を開校。
- 1896年（明治29年） - 私立花畑尋常小学校開校。
- 1899年（明治32年） - 花畑キリスト教講義所開講。
- 1901年（明治34年） - 花畑裁縫夜学校開校。
- 1905年（明治38年） - 花畑施寮所開所、無料診療を開始。後に、岡山博愛会病院に発展。
- 1906年（明治39年） - 幼稚園を小学校に附設。
- 1907年（明治40年） - 施し風呂を開設、地区の人々に無料開放。
- 1910年（明治43年） - 設立20周年記念事業として保育園を開設。
- 1912年（明治45年） - 財団法人岡山博愛会認可。
- 1923年（大正12年） - 藍綬褒章受章、帰米。
- 1936年（昭和11年） - 勲六等瑞宝章受章。
- 1937年（昭和12年） - マサチューセッツ州ニュートンのナーシングホームにて死去。墓所は岡山市東山霊園。